# امل رمسیس
امل رمسیس (عربی: أمل رمسيس؛ زادهٔ) فیلم‌ساز و کارگردان اهل مصر است. او تاکنون ۵ فیلم را کارگردانی کرده‌است.